# Юсуф Зія Паша
Юсуф Зія Паша (1849–1929) — османський державний діяч, композитор, дипломат. Написав гімн на пошану Україні.

## Біографія
Народився у 1849 році. Посол Османської імперії в Белграді (1886-1889), Відні (1891-1893) та Вашингтоні (1910–1914 рр.). Був членом Опікунської ради при Міністерстві освіти, створив першу в Туреччині, офіційну музичну школу (Darülelhan - Будинок мелодій), нині Стамбульська консерваторія. Брав участь у створенні історії турецької музики. Неодноразово відвідував Посольство Української Держави в Стамбулі, підтримував відносини з послом Олександром Лотоцьким. Написав гімн на пошану Україні.